# 高淑珍
高淑珍（1957年—）女，河北省滦南县司各庄镇洼里村人，常年为残疾儿童兴办学校，第十二届全国人民代表大会河北地区代表。

## 生平
高淑珍是河北省滦南县司各庄镇洼里村的一位普通农村妇女。高淑珍的儿子王利国在4岁时患类风湿，成为肢残儿童，后来到入学年龄无法上学。高淑珍想为儿子在家中办个小课堂。后来她发现，附近村也有一些无法上学的肢残儿童，于是她开始在家中为这些儿童办学校。
1998年4月，高淑珍开办的“炕头课堂”开课，老师是高淑珍的女儿王国光。学生共有5个孩子，课堂有4张课桌、2块小黑板以及借来的旧课本。此后，她接收了越来越多的残疾儿童上学，却从未收取一分钱，而且负债累累。为了孩子们的生计，高淑珍家承包的20多亩稻田产出的稻谷成为孩子们的口粮。高淑珍还长途奔波，将批发来的日用品拿去赶集，以赚钱养活这些孩子们。
高淑珍的爱心小院的故事被媒体报道后，引起很大反响。爱心小院收到了来自中国各地的捐助，许多志愿者也来到爱心小院义务服务。上海的一家医院为爱心小院的10个孩子免费进行了治疗手术。
2012年底，高淑珍高票当选为2012年度“感动河北”年度人物。2013年2月19日，“感动中国2012年度人物评选”颁奖典礼在中央电视台综合频道播出，她被选为年度人物。2013年，高淑珍当选第十二届全国人大代表。2013年3月10日，她在第十二届全国人大河北代表团分组讨论会上的发言，受到全场鼓掌。